# Колін Кларк (економіст)
Колін Грант Кларк (англ. Colin Grant Clark, нар.2 листопада 1905 — пом.4 вересня 1989) — британський та австралійський економіст і статистик, який працював у Великій Британії та Австралії. Він став першовідкривачем використання валового національного доходу (ВНД) як основи для вивчення національних економік.

## Ранні роки
Колін Кларк народився в м. Лондоні в 1905 р. і здобув освіту в Школі Дракона в м. Оксфорді, а потім у Вінчестерському коледжі. Згодом він навчався в Оксфордському коледжі Брейсноуз, де завершив вивчати хімію в 1928 році. Після закінчення навчання він працював асистентом-дослідником у Вільяма Беверіджа в Лондонській школі економіки (1928—1929), а потім у сера Олександра Кар-Сондерса та Еліна Ебота Янга в Ліверпульському університеті (1929—1930). Протягом цього часу він провів невдалі кампанії за обрання до парламенту від Лейбористської партії в виборчому окрузі Північний Дорсет (1929), а пізніше в Ліверпулі Уевертрі (1931) і Південному Норфолку (1935).
У 1930 р. він був призначений дослідником Національної економічної консультативної ради, що була скликана прем'єр-міністром Ремзі Макдональдом. Він пішов у відставку невдовзі після призначення, коли його попросили написати меморандум, щоби обґрунтувати протекціонізм. Незважаючи на це, він справив достатньо враження на одного з членів ради (Д. М. Кейнса), щоби отримати призначення на посаду викладача статистики в Кембриджському університеті.

## Викладач у Кембриджі
У Кембриджі він був викладачем статистики у 1931—1938 роках. Там він також написав три книги: «Національний дохід 1924—1931» (1932), «Економічне становище Великої Британії» (спільно з А. C. Пігу) (1936) і « Національний дохід і витрати» (1937). Його перша книга була надіслана видавцю Деніелю Макмілану з рекомендацією Д. М. Кейнса: «[. . . ] Кларк, я думаю, трохи геній: чи не єдиний економічний статистик, якого я коли-небудь зустрічав, який здається мені цілком першокласним».

## Переїзд до Австралії

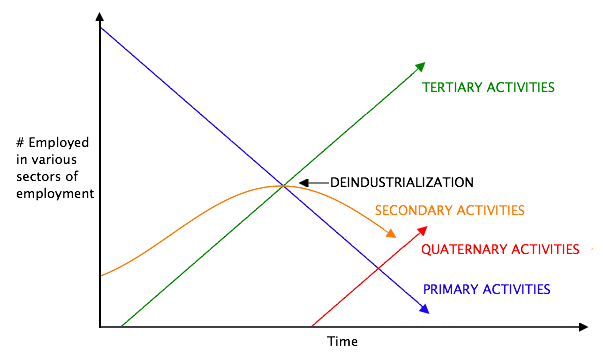
Секторна модель економіки Кларка, яка зазнає технологічних змін. На пізніх етапах росте четвертинний сектор економіки.

Під час візиту до Австралії та Нової Зеландії в 1937—1938 роках він прийняв посаду в уряді Квінсленду на запрошення прем'єр-міністра Форгана Сміта. Тоді він написав Кейнсу про своє рішення залишитися в Австралії. За його словами, можливість проконсультувати прем'єр-міністра Квінсленду з «практично всього, що пов'язано з економічними питаннями» було «занадто чудовою можливістю, щоб її можна було упустити для втілення економіки на практиці».
6 травня 1938 р. він був призначений на роботу до Державної статистики, директором Бюро промисловості та фінансовим радником казначейства Квінсленду, а в 1940 р. надав перший набір економічних рахунків австралійського штату Квінсленд. Він також обіймав посаду заступника директора Департаменту військової організації промисловості Співдружності у Квінсленді у 1942—1946 роках. 28 лютого 1947 р. Кларк пішов у відставку з посади в Державній статистиці, щоби стати заступником міністра праці та промисловості Квінсленда.
Незвично для державного службовця, він продовжив свою академічну роботу, опублікувавши численні статті з економіки та підготувавши свою книгу «Умови економічного прогресу», яка була опублікована в 1940 році.

## Пізніші роки

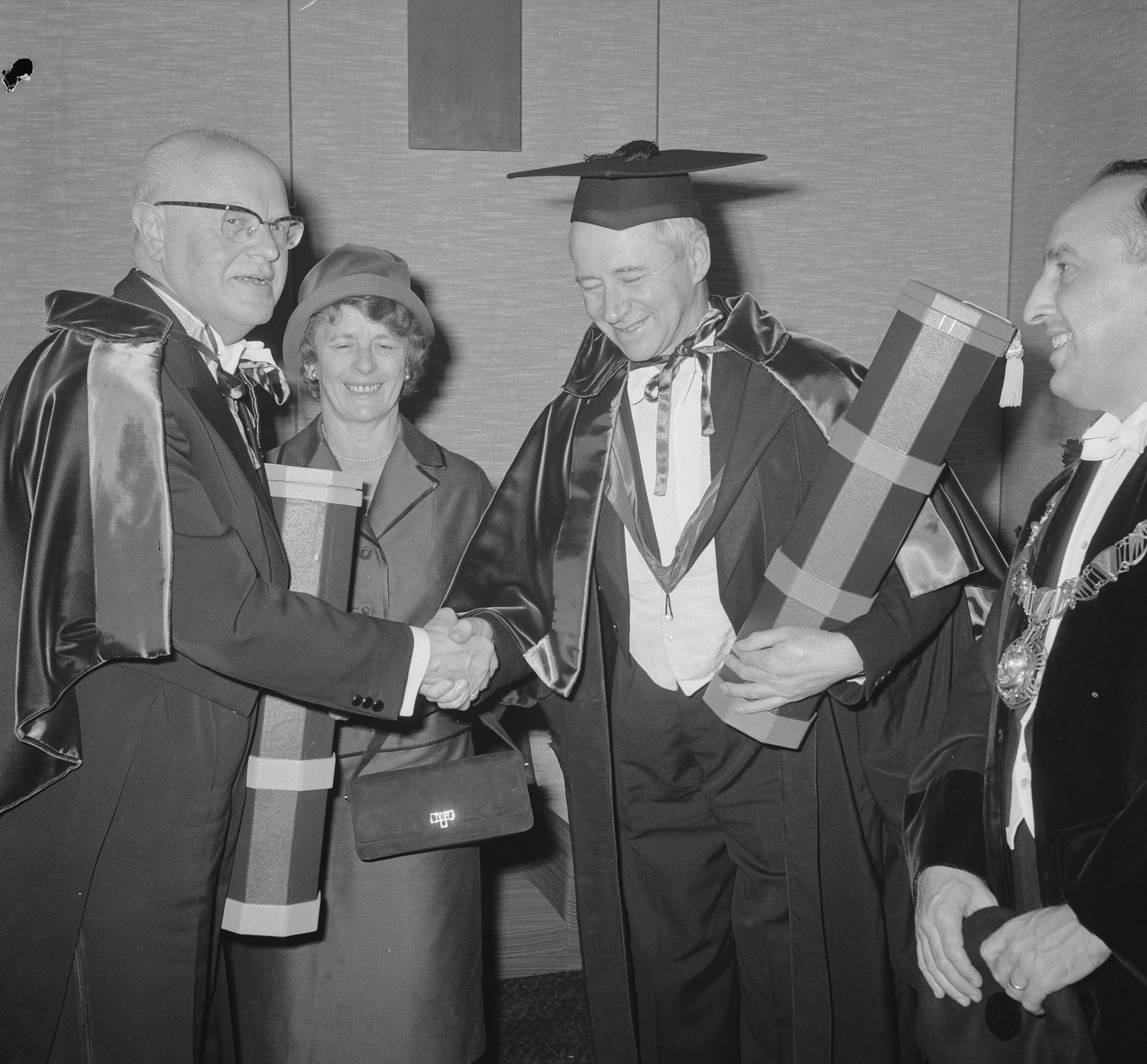
Carl Romme (ліворуч) і Кларк отримують почесний докторський ступінь Тілбурзького університету в 1962 році. Між ними стоїть дружина Кларка Марджорі.

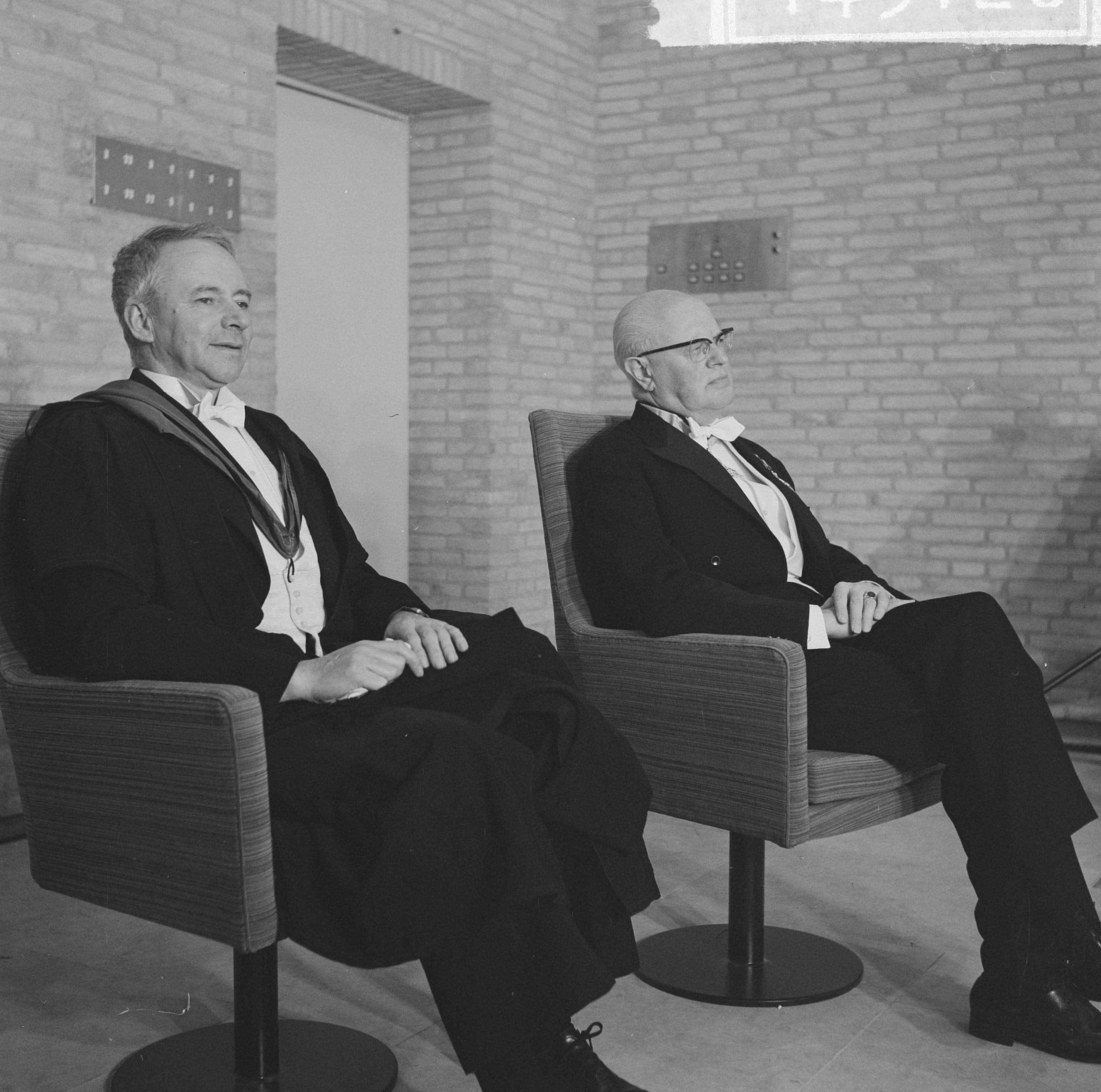
Кларк (ліворуч) і Carl Romme на сцені

У 1951 р. він був відряджений до Продовольчої та сільськогосподарської організації в м. Римі, а потім до Чиказького університету (1952), а потім став директором Дослідницького інституту економіки сільського господарства (англ. AERI) в Оксфордському університеті (1952—1969). Він повернувся до Австралії в 1969 р. як директор Інституту економічного прогресу в Університеті Монаша (1969–78) і, врешті, став науковим консультантом кафедри економіки в Університеті Квінсленда, де працював до своєї смерті в 1989 році.
У 1948—1952 роках був у Раді Економетричного товариства.

## Сім'я
Кларк одружився з Марджорі Тетерсол у 1935 році; у них було 8 синів і дочка, які, у свою чергу, народили загалом 50 онуків. Його син Грегорі став письменником і вченим в Японії. Його племінник — когнітивний психолог і комп'ютерник Джефрі Хінтон.
Сестра Марджорі Віва Тетерсол була театральною акторкою та зіркою голлівудського кіно.

## Смерть
Кларк помер у Брісбені (Австралія), у 1989 році. Він похований разом зі своєю дружиною Марджорі на кладовищі Маунт Грават у Брісбені (секція 3B).

## Відзнаки
У 1984 р. Світовий банк назвав його одним із «піонерів розвитку» разом із сером Артуром Льюїсом, Гунаром Мюрдалем, В. В. Ростоу та Яном Тінберґеном.
У 1987 р. Кларк був разом з професором Тревором Своном першим лауреатом нагороди «Видатні співробітники», врученої Економічним товариством Австралії.

## Почесті
- Член Економетричного товариства[16]
- Член-кореспондент Британської академії[17]
- Нагорода «Видатний співробітник» Економічного товариства Австралії[18]
- Почесний доктор економіки Тілбурзького університету[en][19], доктор літератури[en] Оксфордського університету, почесний доктор науки[en] Міланського університету, почесний доктор економіки Університету Монаша[20], почесний доктор економіки Університет Квінсленду.
- Австралійські зустрічі економетричного товариства на своїх засіданнях надавала право вести лекцію Колінові Кларку.
- На його честь названо будівлю Університету Квінсленда, і вважається, що кам'яний гротеск у Великому дворі університету також був зроблений на його подобу (G19)[21].

## Публікації

### Статті
- «Система рівнянь, що пояснює торговий цикл США, 1921—1941», Econometrica[en], Vol. 17, No 2 (квітень 1949 р.), с. 93–124
- «Економічні функції міста щодо його розміру», Econometrica, Vol. 13, No 2 (квітень 1945 р.), с. 97–113
- «Економічний розвиток у комуністичному Китаї», The Journal of Political Economy[en], Vol. 84, No 2 (квітень 1976 р.), с. 239–264
- «Теорія економічного зростання», Econometrica, Vol. 17, Додаток: звіт про Вашингтонську зустріч (липень 1949 р.), стор. 112–116
- «Вимір національної заможності: обговорення» (з Мілтоном Гілбертом; Дж. Р. Н. Стоуном; Франсуа Перру; Д. К. Ліє; Евелпідом; Франсуа Дівізіа; Тінберген; Кузнець; Смітіс; Шірас; Макгрегор), Econometrica, Vol. 17, Додаток: Звіт Вашингтонської зустрічі. (липень 1949 р.), стор. 255–272
- «Критика російської статистики Коліна Кларка», Economica[en], травень 1941 р., NS 8, с. 212.
- «Статистика доходів і виробництва Росії», The Review of Economics and Statistics[en], вип. 29, No 4 (листопад 1947 р.), с. 215–217.
- «Після роздумів про Пейлі», The Review of Economics and Statistics, вип. 36, No 3 (серпень 1954 р.), с. 267–273.
- «„Містер Колін Кларк про межі оподаткування“: Відповідь», The Review of Economics and Statistics, Vol. 36, No 1 (лютий 1954 р.), с. 101
- «Нова рада індексів торгівлі», The Economic Journal[en], Vol. 45, No 178 (червень 1935), с. 370–375.
- «Визначення мультиплікатора зі статистики національного доходу», The Economic Journal, Vol. 48, No 191 (вересень 1938 р.), с. 435–448.
- «Державні фінанси та зміни вартості грошей», The Economic Journal, Vol. 55, No 220 (грудень 1945 р.), с. 371–389.
- «Додаткові дані про національний дохід», The Economic Journal, вип. 44, No 175 (вересень 1934 р.), с. 380–397.
- «Вартість фунта», The Economic Journal, Vol. 59, No 234 (червень 1949 р.), с. 198–207.
- «Національний дохід на вершині», The Economic Journal, Vol. 47, No 186 (червень 1937 р.), с. 308–320.
- «Світове постачання та вимоги до сільськогосподарських продуктів», Journal of the Royal Statistical Society[en], серія A (General), Vol. 117, No 3 (1954), с. 263–296
- «Джерела майбутнього постачання продовольства: економічні проблеми», Journal of the Royal Statistical Society, серія A (General), Vol. 125, No 3 (1962), с. 418–448
- «Густоти міського населення», Journal of the Royal Statistical Society, серія A (General), Vol. 114, No 4 (1951), с. 490–496
- «Національний дохід і чистий випуск промисловості», Journal of the Royal Statistical Society, Vol. 96, No 4 (1933), с. 651–659

### Книги
- Національний дохід, 1924—1931, 1932
- Економічна позиція Великої Британії, з A.C. Пігу, 1936
- Національний дохід і витрати, 1937
- Критика російської статистики, 1939
- Умови економічного прогресу, 1940
- Економіка 1960, 1942
- Статистичне товариство
- Австралійські надії та страхи, 1958
- Зростання, 1961
- Економіка натурального сільського господарства, with M. R. Haswell, 1964
- Зростання населення і землекористування, 1967
- Голод чи достаток?, 1970
- Міф про надмірне населення і чому зростання населення може бути бажаним, червень 1975 р.
- Бідність перед політикою, 1977
- Економіка іригації з Дж. Карутерсом, 1981
- Регіональне та міське розташування, 1982